# Ворсин, Александр Фёдорович
Александр Фёдорович Ворсин (1847—1919) — российский купец 2-й гильдии, промышленник и меценат, гласный Барнаульской городской думы в 1902—1917 годах. Вместе с братом Иваном Федоровичем считается родоначальником пивоварения на Алтае.

## Биография
Братья Александр и Иван Ворсины начали своё дело с небольшого винокуренного завода, открытого в Барнауле в 1877 году. В 1883 году на берегу Заводского пруда они построили свой пивоваренный завод. Для производства напитка использовалось местное сырьё, при этом пиво варилось десятью рабочими в трёх котлах. Продукция завода сбывалась в окрестных поселениях — Бийске, Кузнецке, Бердске и Салаире.
К началу 1890-х годов Ворсины имели в Барнауле свой оптовый склад готовой продукции, а также 9 питейных заведений. В 1893 году был учреждён торговый дом «Братья Ворсины и Олюнина» в виде полного товарищества, членами которого были барнаульские купцы А.Ф. Ворсин, И. Ф. Ворсин и жена барнаульского мещанина Раиса Александровна Олюнина. В 1894 году первую продукцию дал винокуренный завод в Большом Глядене, под Барнаулом. Производительность этого предприятия была рассчитана на 200—250 тыс. вёдер спирта. Предприятие размещалось в кирпичных корпусах, а вокруг расположился заводской посёлок с амбарами, складами, жилыми домами для служащих и рабочих, школой и баней.
В начале XX века Александр Фёдорович передал дела своему сыну — Николаю, который к тому времени окончил технический вуз в Риге, получил диплом инженера-химика и прошёл стажировку в Германии и Австро-Венгрии. Под руководством Николая Александровича дело Ворсиных значительно расширилось: завод был оснащен паровыми двигателями; появились новые сорта пива: венское, баварское (неоднократно получало в Мюнхене золотые медали), пльзеньское и ворсинское; организован цех по производству фруктовых и минеральных вод; чуть позднее ещё один завод открылся в Камне-на-Оби. Только за 1913 год по одному Барнаулу обороты компании Ворсиных составили более 760 тыс. рублей. Во владении семьи находились — 21 пивная лавка, оптовый склад, трактир, а также недвижимость на улицах Льва Толстого, Гоголевской, Петропавловской, Троицком проспекте и в Мостовом переулке.
В 1902—1917 годах Александр Фёдорович избирался гласным городской думы, был членом попечительского совета женской гимназии и 15-го городского мужского училища, а также являлся членом депутации в Санкт-Петербург по вопросу о наделении Барнаула дополнительной землёй.
Погиб в 1919 году в железнодорожной катастрофе под Новониколаевском.

## Семья
- Жена Анна Алексеевна (урождённая Олюнина)
- Сын Николай Александрович

## Награды
- Золотые медали «За усердие» на станиславовской и анненской лентах
- Светло-бронзовая медаль «В память 300-летия царствования дома Романовых»